# Joana Morais Varela
Maria Joana Custódio de Morais Varela, conhecida como Joana Morais Varela (Marinha Grande, Marinha Grande, 29 de Janeiro de 1952) é uma editora, tradutora e professora portuguesa. Licenciou-se em Filosofia pela Faculdade de Letras da Universidade de Lisboa, onde foi aluna de David Mourão-Ferreira. 

## Biografia
Joana Morais Varela nasceu na Marinha Grande em 1952, filha de Carlos José Pestana de Abreu Varela e de sua mulher Maria da Ascensão Ferreira Custódio de Morais, neta do industrial vidreiro José Ferreira Custódio. É irmã do economista e banqueiro António Morais Varela.
Foi professora do ensino secundário (1975-78) e do Instituto Superior de Línguas e Administração de Santarém. Dirigiu, entre 1980 e 1985, a divisão de Difusão do Livro do Instituto Português do Livro e foi directora da revista Colóquio Letras (Fundação Calouste Gulbenkian) entre 1996 e 2009. Traduziu Milan Kundera, James Joyce, Michel Tournier, Saint-Exupéry, entre outros, e dirigiu, organizou e prefaciou diversas publicações. Organizou as primeiras feiras do livro português em Cabo Verde e Moçambique em 1981 e 1983, respectivamente. Coordenou ainda a participação do Instituto Português do Livro nas Feiras de Frankfurt entre 1983 e 1985. Apresentou uma rubrica literária na RTP e foi, a partir de 1983 até 1988, membro da Comissão de Leitura do Serviço de Bibliotecas Fixas e Itinerantes da Fundação Calouste Gulbenkian. Proferiu diversas conferências sobre as obras de Afonso Lopes Vieira, Sebastião da Gama, João Rui de Sousa,  Fernanda Botelho, David Mourão-Ferreira, Francisco Bugalho, entre outros. Em 2011 editou Almocreve de Palavras de Henrique Segurado, com ilustrações de Rui Sanches. 

## Obras

### Traduções
- Gilles Deleuze e Félix Guatarri, O Anti-Édipo, 1977 (em colaboração com Manuel Maria Carrilho);
- James Joyce, O Gato e o Diabo, 1983;
- Michel Tournier, Que a Alegria em Mim Permaneça, 1985;
- Milan Kundera, A Insustentável Leveza do Ser, 1985 (tradução e posfácio);
- Michel Tournier, O Rei dos Álamos, 1986;
- Albert Cohen, O Livro de Minha Mãe, 1986;
- Antoine de Saint-Exupéry, O Principezinho, 1986;
- Leopoldo Alas, A Corregedora, 1988;
- Sigmund Freud, Delírio e sonhos na Gradiva de Jensen, 1995.
- Gabriele Giuga, Barco negro: a emoção e a palavra, 2007.

### Estudos e Prefácios
- Fernanda Botelho, A Gata e a Fábula, 1987;
- David Mourão-Ferreira, Quatro Tempos, 1996;
- Francisco Bugalho, Poesia, 1998;
- «David: à Guitarra e à Viola», in Primavera, Museu do Fado, 2007.

### Antologias
- António Nobre, Só os Melhores Poemas, 1997;
- Vitorino Nemésio, Se Bem Me Lembro …, 2001.
- Edição e notas Poesia de Cristovam Pavia, Dom Quixote, 2010;
- Edição e arranjo gráfico de Almocreve de Palavras de Henrique Segurado, ed. de autor, 2011.

### Poesia
- Os Amores Perfeitos, 1983.